# Delias apatela
Delias apatela is een vlindersoort uit de familie van de Pieridae (witjes), onderfamilie Pierinae.
Delias apatela werd in 1923 beschreven door Joicey & Talbot.